# Gesonia evulsalis
Gesonia evulsalis là một loài bướm đêm trong họ Noctuidae.